# Lennox Head
Lennox Head är en ort i Australien. Den ligger i kommunen Ballina och delstaten New South Wales, i den sydöstra delen av landet, omkring 610 kilometer norr om delstatshuvudstaden Sydney. Lennox Head ligger 8 meter över havet och antalet invånare är 6 563.
Närmaste större samhälle är Ballina, nära Lennox Head. Genomsnittlig årsnederbörd är 1 858 millimeter. Den regnigaste månaden är januari, med i genomsnitt 298 mm nederbörd, och den torraste är oktober, med 40 mm nederbörd.